# 丘巴卡
丘巴卡、或楚巴卡（英語：Chewbacca），韓·索羅暱稱為「阿丘」（Chewie），是導演喬治·盧卡斯的系列電影「星際大戰」中登場的虛構人物。

## 簡介
以系列作品的故事時間點而言，阿丘第一次登場是在星際大戰三部曲《西斯大帝的復仇》中，同時也是尤達大師的故友。他是一名武技族的戰士，擅長使用弩枪（十字弓型的雷射槍），而且擁有強大的力量。從星際大戰四部曲《曙光乍現》開始，成為韓·索羅的合作搭檔。韓·索羅能聽得懂他的語言，所以總是知道他在抱怨些什麼，在小說中莉亞公主雖然也學過武技族語言，誤認為丘巴卡的發音跟翻譯者比起來更像鄉音，但實際上丘巴卡說的是標準的武技族語。此外，他還是一名優秀的技工，會修理機械物品，曾經修理過千年鷹的光速引擎以及C3PO。在複製人戰爭中，他也曾用廢墟的機械做出一個能發出求救訊號的裝置。

### 星際大戰三部曲
丘巴卡在動盪之中保護自己的母星——卡須剋，並且與前來支援的絕地大師─尤達並肩作戰。然而，他發現複製人想對尤達大師下手，最後拯救了尤達大師。

### 星際大戰外傳：韓索羅
原為明坂星戰區被帝國囚禁的「野獸」，遇到被扮成假軍官的貝克特丟入地窖的韓，韓因能聽懂並說一些武技語，說服丘巴卡和他聯合逃生並追上貝克特，而缺人手的貝克特賞識他的決心才讓他們登船離開星球。後加入走私的行列，和韓找到藍多‧卡瑞辛贏得千年鷹號後，便啟程前往塔圖因星，前去加入貝克特所提到的「首腦」正在組織的計劃。

### 星際大戰四部曲
丘巴卡與韓·索羅是搭檔，專門負責宇宙船「千年鷹號」的整備、修理工作。在救出莉亞公主之後，也加入了聯邦的革命軍。

### 星際大戰五部曲
在韓索羅中了達斯·維達的計謀後，想要殺死被達斯·維德威脅，而背叛索羅的藍道·卡瑞辛。最後駕駛千年鷹，救出與黑武士死鬥後落敗的路克·天行者，並回到反抗軍的星際艦隊。同時，藍道·卡瑞辛，也加入了反抗軍的行列。

### 星際大戰六部曲
摧毀第二死星的任務是白卜庭皇帝誘捕反抗軍的陰謀，使得戰況陷入膠著。最後，秋巴卡搶下一艘戰鬥用的步行載具，成功的使地面戰的戰況有所突破，讓韓等人有機會解除死星的防護罩。死星的防護解除之後，聯邦的反抗軍星際艦隊獲得最後的勝利。

### 星際大戰七部曲
與韓·索羅一同發現千年鷹號後，協助芮跟芬恩前往尋找路克。最後在韓·索羅死亡後讓芮繼承了千年鷹號的駕駛，並繼續擔任副駕駛。

### 星際大戰八部曲
陪伴芮前往阿奇托星（Ahch-To）尋找隱居的路克‧天行者，在芮與路克產生意見分歧後，將芮載到至上號後便跳入超空間返回阿奇托星，而後參與了克瑞特星的反抗軍同盟棄置基地的戰鬥，並協助反抗軍的撤離行動。